# 丁惟寧
丁惟宁（1542年12月7日—1611年），字汝安，又字养静，号少滨。明朝官員，山東諸城人。

## 生平
四川按察御史丁纯之次子。祖籍海州，後遷居藏马山下（今青岛市黄岛区大村镇一带）。嘉靖四十三年（1564年）甲子科山东鄉試第三十二名举人，嘉靖四十四年（1565年）聯捷乙丑科進士，刑部观政，本年六月授直隶（今河北省）清苑知县，丁忧。隆慶四年（1570年）八月復除长治县，五年八月考选四川道监察御史，六年八月差巡按真定。万历二年（1574年）二月升河南佥事，三年八月丁忧。八年二月復除陕西，九年九月升江西左参议，十年三月患病致仕。十四年三月起补陕西，十月官至湖廣郧襄兵备副使，十五年十一月调陕西，十二月以湖广军哗降三级用。万历三十九年（1611年）卒。

## 家族
曾祖丁宗本；祖父丁珎；父丁純，訓導、教谕封御史。母劉氏，贈孺人。兄愚、弟惟一。其子丁耀亢是明末清初著名作家。

## 金瓶梅
中国大陆山东学者王夕河耗时24年，耗资100万元研究，认为《金瓶梅》作者“兰陵笑笑生”就是山东方言“莲庐修修生”，而此人正是丁惟宁。成為今日的一種新說。